# Cyathea srilankensis
Cyathea srilankensis är en ormbunkeart som beskrevs av Ranil. Cyathea srilankensis ingår i släktet Cyathea och familjen Cyatheaceae. Inga underarter finns listade.